# Sant'Egidio (titre cardinalice)
Pour les articles homonymes, voir Sant'Egidio.
Le titre cardinalice de Sant'Egidio a été institué par le pape François le 5 octobre 2019. Il est attaché à l'église Sant'Egidio dans le quartier du Trastevere à Rome.

## Titulaires
- Matteo Maria Zuppi (2019 - )